# Diane DiPiazza
Diane DiPiazza (Lodi, Nueva Jersey) es una artista polifacética estadounidense de ascendencia italiana. Fue la primera bajista de Misfits, aunque no aparece en ningún álbum. Abandonó el grupo, dejando libre el puesto que ocupó rápidamente Jerry Only. Su nombre aparece muchas veces mal escrito como Diane DiPiaza. En ese entonces era la novia de Glenn Danzig, fundador de Misfits. 
El grupo estaba formado en su origen por Danzig en la voz y al piano electrónico, Diane en el bajo, Jimmy Battle en guitarra y Manny Martínez en la batería. En el sencillo Cough/Cool, el primer lanzamiento de Misfits, Diane es la responsable del diseño de la carátula. 
Además, ha grabado un álbum bajo el título Last Year's Fab Rave, en el que toca todos los instrumentos, incluyendo el bajo.

## Faceta no musical
Diane DiPiazza es artista, destacándose principalmente como diseñadora gráfica. Diseña y distribuye fuentes gratuitamente y crea una línea de arte retro en blanco y negro en la web DINC!. Es directora de arte en mystifyinglyGLADdesign, que realiza diseños para impresión, Internet, ropa y envases. Diseña pósteres de conciertos con la tecnología del estampado serigráfico y muchas otras formas de diseño de la cultura pop, los nuevos medios, el arte retro y el arte moderno. 
Es una coleccionista de elementos de diseño de época, y su estilo ha sido llamado retro-moderno. Diane también crea piezas únicas de joyería vintage utilizando metales preciosos. 
Diane está trabajando en su primera novela, titulada Hello, Hey Joe.